# مسیر مدفوعی-دهانی

تصویر، مسیرهای انتقال بیماری از طریق مدفوع و دهان را نشان می‌دهد. (مدفوع، انگشتان، مگس‌ها، مزارع، مایعات و غذا)خطوط آبی عمودی، راهکارهای پیشگزریٮف را نشان می‌دهد: توالت، آب سالم، بهداشت و شستشوی دست.

مسیر مدفوعی-دهانی، یا مسیر انتقال دهانی- مدفوعی مسیر خاص سرایت یک بیماری را توصیف می‌کند که در آن عوامل بیماری‌زا در ذرات مدفوع از یک فرد به دهان فرد دیگر منتقل می‌شوند. علل اصلی انتقال بیماری از طریق مدفوع و دهان عبارت‌اند از عدم رعایت پساب‌زدایی و اقدامات بهداشتی ضعیف.
اگر خاک یا آب، آلوده شوند، انسان‌ها می‌توانند به بیماری‌های منتقله از آب یا بیماری‌های منتقله از خاک آلوده شوند. آلودگی غذا به مدفوع، یکی دیگر از راه‌های انتقال مدفوعی-دهانی است. شستن صحیح دست‌ها پس از تعویض پوشک کودک یا پس از دفع، می‌تواند از گسترش مسمومیت‌های غذایی جلوگیری کند.
بیماری‌های ناشی از انتقال از طریق مدفوع شامل حصبه، وبا، فلج اطفال، هپاتیت و بسیاری از عفونت‌های دیگر است.

## بیماری‌ها
فهرست زیر، بیماری‌های اصلی که از مسیر مدفوعی- دهانی منتقل می‌شوند. این بیماری‌ها بر پایهٔ نوع پاتوژن درگیر در انتقال بیماری گروه‌بندی می‌شوند.

### باکتری‌ها
- ویبریو کلرا (وبا)
- کلستریدیوم دیفیسیل (انتروکولیت با غشای کاذب)
- شیگلا (شیگلوز / اسهال خونی باسیلی)
- سالمونلا تیفی (تب حصبه)
- ویبریو پاراهمولیتیکوس
- اشریشیا کلی[۱]
- کمپیلوباکتر[۲]

### ویروس‌ها
- هپاتیت آ
- هپاتیت ئی[۳]
- انتروویروس‌ها
- گاستروانتریت حاد نوروویروس
- پولیوویروس (فلج اطفال)
- اگرچه بیشتر کروناویروس‌های انسانی از طریق مدفوع منتقل نمی‌شوند (بر خلاف، کروناویروس گربه‌سانان)، همچنین گزارش‌هایی مبنی بر یافتن کروناویروس سندرم حاد تنفسی در نمونه‌های مدفوع وجود دارد.[۴][۵]
- گاستروانتریت روتاویروس
- گاستروانتریت آدنوویروس

### تک‌یاخته‌ها
- انتاموبا هیستولیتیکا[۱] (آمیبیاز / اسهال خونی آمیبی)
- ژیاردیا (ژیاردیاز)
- کریپتوسپوریدیوم (کریپتوسپوریدیوز)
- توکسوپلاسما گوندی[۶] (توکسوپلاسموز)

### کرم‌های انگلی
- کرم‌های نواری[۱]
- کرم‌های منتقله از خاک

### بیماری‌های مرتبط
بیماری‌های منتقله از آب بیماری‌هایی هستند که توسط میکروارگانیسم‌های بیماری‌زا ایجاد می‌شوند که بیشتر در آب شیرین آلوده منتقل می‌شوند که نوعی از انتقال مدفوعی-دهانی است.
بیماری‌های گرمسیری مغفول همچنین شامل بسیاری از بیماری‌هایی است که از طریق مدفوع-دهانی منتقل می‌شوند.